# فاليري بيكر فيربانك
فاليري بيكر فيربانك (بالإنجليزية: Valerie Baker Fairbank)‏ هي محامية وقاضية أمريكية، ولدت في 25 يونيو 1949 في منيابولس في الولايات المتحدة.